# Petelia
Petelia is een geslacht van vlinders van de familie spanners (Geometridae), uit de onderfamilie Ennominae.

## Soorten
- P. aesyla Prout, 1930
- P. albifrontaria Leech, 1891
- P. albopunctata Swinhoe, 1891
- P. anagogaria Warren, 1904
- P. binigrata Warren, 1904
- P. capitata Walker, 1867
- P. cariblanca Schaus, 1911
- P. circularia Swinhoe, 1902
- P. delostigma Prout, 1932
- P. erythroides Wehrli, 1936
- P. fasciata Moore, 1868
- P. fumida Schaus, 1913
- P. immaculata Hampson, 1893
- P. medardaria Herrich-Schäffer, 1856
- P. metaspila Walker, 1862
- P. nigriplaga Schaus, 1901
- P. nigrivestita Schaus, 1911
- P. pallidula Schaus, 1911
- P. paobia Wehrli, 1936
- P. paroobathra Prout, 1932
- P. purpurea Warren, 1904
- P. riobearia Walker, 1860
- P. rivulosa Butler, 1881
- P. theclaria Walker, 1866
- P. trifascia Holloway, 1979
- P. tuhana Holloway, 1976
- P. umbrosa Schaus, 1911
- P. vexillaria Guenée, 1858
- P. vinasaria Schaus, 1911